# Justizamt Eschwege
Das Justizamt Eschwege (ab 1834 Justizamt Eschwege I und Justizamt Eschwege II) war ein Hessen-Rotenburgisches bzw. von 1821 bis 1866 ein kurhessisches Justizamt, also ein Gericht erster Instanz im Kurfürstentum Hessen mit Sitz in Eschwege.

## Geschichte
In Eschwege bestand im HRR das Amt Eschwege von Hessen-Rotenburg. Dieses war gleichzeitig Verwaltungsbehörde und Eingangsgericht.
Zwischen 1806 und 1813 war Eschwege Teil des Königreichs Westphalen. Die Verwaltungsaufgaben übernahm hier der Kanton Eschwege, Eingangsgericht war das Friedensgericht Eschwege. Nach der Neubildung Kurhessens und Hessen-Rotenburgs wurde das alte Amt Eschwege wieder gebildet.
Mit Edikt vom 29. Juni 1821 wurden im Kurfürstentum Hessen Verwaltung und Justiz voneinander getrennt. Die staatliche Verwaltung wurde auf unterer Ebene auf Kreise übertragen, für die Rechtsprechung eine dreistufige, landeseinheitlich Gerichtsorganisation geschaffen, die allerdings in begrenzten Gebietsteilen des Kurfürstentums noch bis in die Mitte des 19. Jahrhunderts von standesherrlicher und Patrimonialgerichtsbarkeit durchbrochen war.
Eschwege wurde in Bezug auf die Verwaltung Teil des Landkreises Eschwege, die Gerichtsfunktionen übernahm das Justizamt Eschwege. Es war dem Obergericht für die Provinz Niederhessen nachgeordnet. Dieses Justizamt war jedoch nur für diejenigen Orte zuständig, die nicht zu Hessen-Rotenburg gehörten. Auch für die Hessen-Rotenburgischen Orte wurde ein Justizamt Eschwege errichtet. Dies war der Justizkanzlei Rotenburg nachgeordnet.
Nach dem Aussterben der Linie Hessen-Rotenburg im Jahr 1834 wurden die dortigen Justizämter in kurhessische Justizämter überführt. Im Zuge dieser Änderung wurde das Hessen-Rotenburgische Justizamt Eschwege in Justizamt Eschwege I umbenannt. Auch dieses wurde nun dem Obergericht für die Provinz Niederhessen nachgeordnet. Das kurhessische Justizamt Eschwege wurde nun als Justizamt Eschwege II bezeichnet.
Am 1. Januar 1837 wurde der Gerichtssprengel der beiden Justizämter neu zugeschnitten. Dabei wurden 5 Gemeinden an das Justizamt Abterode abgegeben und eine Gemeinde vom Justizamt Germerode übernommen
Danach umfasste die Gerichtsbezirke folgende Gemeinden:
- Justizamt Eschwege I: Stadt Eschwege, Grebendorf, Niederdünzebach, Niederhone, Oberdünzebach und Oberhone
- Justizamt Eschwege II: Albungen, Aue, Bernsdorf, Eltmannshausen, Hitzelrode, Jestädt, Langenhain, Motzenrode, Neuerode, Niddawitzhausen, Reichensachsen, Schwebda und Wipperode[1]

Mit der Annexion Kurhessens durch Preußen 1866 wurden in der neuen Provinz Hessen-Nassau Amtsgerichte eingerichtet. Die beiden Justizämter in Eschwege wurde entsprechend am 1. September 1867 zusammengelegt und in das Amtsgericht Eschwege umgewandelt.